# غراهام برانش
غراهام برانش (بالإنجليزية: Graham Branch)‏ هو لاعب كرة قدم بريطاني، ولد في 12 فبراير 1972 في ليفربول في المملكة المتحدة. لعب مع ستوكبورت كونتي ونادي أكرينغتون ستانلي ونادي بوري ونادي بيرنلي ونادي ترانمير روفرز لكرة القدم وويغان أتلتيك.

## وصلات خارجية
- غراهام برانش على موقع قاعدة بيانات كرة القدم.إي يو (الإنجليزية)
- غراهام برانش على موقع Soccerbase.com (لاعب) (الإنجليزية)